# Regio-Tour
O Regio-Tour foi uma corrida de ciclismo profissional por etapas que se disputava em França, Suíça e Alemanha, nas regiões fronteiriças entre os três países. O final da corrida costumava ser na cidade alemã de Vogtsburg. Disputava-se durante o mês de agosto, desde 1985 ininterruptamente. Desde 2002 o nome da prova foi Rothaus Regio-Tour devido à entrada de uma célebre empresa cervecera como patrocinador.
A prova disputava-se sobre cinco etapas, a penúltima delas em contrarrelógio individual. Grandes ciclistas têm ganhado esta prova, como por exemplo Jan Ullrich, Alexandre Vinokourov, Andreas Klöden ou Mario Cipollini.
Somente um ciclista foi capaz de impor-se em mais de uma ocasião: o francês Laurent Brochard.
Após o seu desaparecimento em 2012, converteu-se numa prova para corredores júnior.. En 2013, la course est annulée.

## Palmarés
| Ano  | Vencedor              | Segundo                | Terceiro             |
| ---- | --------------------- | ---------------------- | -------------------- |
| 1985 | Uli Rottler           | Andreas Kappes         | Christian Henn       |
| 1986 | Flavio Vanzella       | Massimo Podenzana      | Pascal Lance         |
| 1987 | Mario Cipollini       | Laurent Eudeline       | Peter Gansler        |
| 1988 | Viacheslav Yekímov    | Michael Schenk         | Severin Kurmann      |
| 1989 | Falk Boden            | Kai Hundertmarck       | Rolf Aldag           |
| 1990 | Alexandr Shefer       | Jens Heppner           | Andrei Teteriouk     |
| 1991 | Alexander Kastenhuber | Erik Dekker            | Roland Baltisser     |
| 1992 | Dainis Ozols          | Thomas Fleischer       | Vladislav Bobrik     |
| 1993 | Pascal Hervé          | Erich Spuler           | Alexander Vinokourov |
| 1994 | Laurent Brochard      | Lars-Christian Johnsen | Christophe Mengin    |
| 1995 | Roberto Pistore       | Gianluca Pianegonda    | Uwe Peschel          |
| 1996 | Jan Ullrich           | Jens Heppner           | Piotr Ugrumov        |
| 1997 | Viatcheslav Djavanian | Patrick Jonker         | Roland Meier         |
| 1998 | Mirko Celestino       | Rodolfo Ongarato       | Emanuele Lupi        |
| 1999 | Grischa Niermann      | Michael Rich           | Nicola Loda          |
| 2000 | Filippo Simeoni       | Ivan Basso             | Andreas Klöden       |
| 2001 | Patrice Halgand       | Ruslan Ivanov          | Gilles Bouvard       |
| 2002 | Laurent Brochard      | Andreas Klöden         | Markus Zberg         |
| 2003 | Volodymyr Gustov      | Ronny Scholz           | Cristian Moreni      |
| 2004 | Alexandre Vinokourov  | Stephan Schreck        | Andrey Kashechkin    |
| 2005 | Nico Sijmens          | Torsten Hiekmann       | Maxime Monfort       |
| 2006 | Andreas Klöden        | Michael Rogers         | Danilo Hondo         |
| 2007 | Moisés Dueñas         | Mikhail Ignatiev       | Andrei Kunitski      |
| 2008 | Björn Schröder        | Markus Fothen          | Manuel Vázquez       |

## Palmarés por países
| País            | Victorias |
| --------------- | --------- |
| Alemanha        | 7         |
| Itália          | 5         |
| França          | 4         |
| União Soviética | 2         |
| Espanha         | 1         |
| Bélgica         | 1         |
| Cazaquistão     | 1         |
| Ucrânia         | 1         |
| Rússia          | 1         |
| Letônia         | 1         |